# United States Chess League 2013
Die United States Chess League 2013 war die neunte Austragung der United States Chess League, der US-amerikanischen Mannschaftsmeisterschaft im Schach.
Meister wurde die Mannschaft der Miami Sharks, während der Titelverteidiger Seattle Sluggers das Playoff verpasste. Wie im Vorjahr wurde der Wettbewerb mit 16 Mannschaften ausgetragen.
Zu den gemeldeten Mannschaftskadern siehe Mannschaftskader der United States Chess League 2013.

## Spieltermine
Die Wettkämpfe der Vorrunde (Regular Season) fanden statt am 27./28. August, 3./4., 10./11., 17./18. und 24./25. September, 1./2., 8./9., 15./16., 22./23. und 29./30. Oktober 2013, wobei jeweils vier Wettkämpfe am ersten und zweiten Termin gespielt wurden. Je zwei Wettkämpfe des Viertelfinals wurden am 5. und 6. November gespielt, das Halbfinale fand am 16. November statt, und das Finale am 20. November. Alle Wettkämpfe wurde via Internet auf dem Server des Internet Chess Club gespielt.

## Modus
Die 16 teilnehmenden Teams wurden in zwei Achtergruppen (Eastern Conference und Western Conference) eingeteilt, die wiederum in zwei Untergruppen mit je vier Mannschaften unterteilt wurden (Eastern Conference in Atlantic Division und Northeast Division, Western Conference in Southern Division und Pacific Division). Jede Mannschaft spielte je zweimal gegen die übrigen Mitglieder der gleichen Untergruppe und je einmal zwei Mitglieder der anderen Untergruppe aus der gleichen Gruppe sowie gegen je ein Team der beiden Untergruppen der anderen Gruppe. Über die Platzierung entschied zunächst die Anzahl der Mannschaftspunkte (ein Punkt für einen Sieg, ein halber Punkt für ein Unentschieden, kein Punkt für eine Niederlage), anschließend die Zahl der Brettpunkte (ein Punkt für einen Sieg, ein halber Punkt für ein Unentschieden, kein Punkt für eine Niederlage). Die beiden ersten jeder Untergruppe qualifizierten sich für die Finalrunde (Playoff), die im k.-o.-System ausgetragen wurde.

## Vorrunde

### Gruppeneinteilung
Die 16 Mannschaften wurden wie folgt in die Vorrunden eingeteilt:
| Eastern Conference       | Western Conference      |
| ------------------------ | ----------------------- |
| Atlantic Division        | Southern Division       |
| New York Knights         | Miami Sharks            |
| Philadelphia Inventors   | Dallas Destiny          |
| New Jersey Knockouts     | St. Louis Arch Bishops  |
| Manhattan Applesauce     | Carolina Cobras         |
| Northeast Division       | Pacific Division        |
| Baltimore Kingfishers    | San Francisco Mechanics |
| Boston Blitz             | Seattle Sluggers        |
| Connecticut Dreadnoughts | Arizona Scorpions       |
| New England Nor'easters  | Los Angeles Vibe        |

### Eastern Conference

#### Atlantic Division
Während sich Manhattan vorzeitig für das Playoff qualifizierte, fiel die Entscheidung über den zweiten Playoff-Teilnehmer erst in der letzten Runde zwischen New York und New Jersey.

##### Abschlusstabelle
| Pl. | Verein                     | Sp | G | U | V | MP      | Brett-P.  |
| --- | -------------------------- | -- | - | - | - | ------- | --------- |
| 01. | Manhattan Applesauce       | 10 | 6 | 1 | 3 | 6,5:3,5 | 25,0:15,0 |
| 02. | New York Knights           | 10 | 4 | 3 | 3 | 5,5:4,5 | 21,0:19,0 |
| 03. | New Jersey Knockouts       | 10 | 3 | 2 | 5 | 4,0:6,0 | 18,5:21,5 |
| 04. | Philadelphia Inventors (D) | 10 | 2 | 2 | 6 | 3,0:7,0 | 15,5:24,5 |

##### Entscheidungen
|     | qualifiziert für das Playoff: Manhattan Applesauce, New York Knights |
| (D) | Divisionssieger des Vorjahres                                        |

#### Northeast Division
Schon vor letzten Runde hatten sich New England und Connecticut für das Playoff qualifiziert.

##### Abschlusstabelle
| Pl. | Verein                   | Sp | G | U | V | MP      | Brett-P.  |
| --- | ------------------------ | -- | - | - | - | ------- | --------- |
| 01. | New England Nor'easters  | 10 | 5 | 4 | 1 | 7,0:3,0 | 24,0:16,0 |
| 02. | Connecticut Dreadnoughts | 10 | 5 | 3 | 2 | 6,5:3,5 | 23,5:16,5 |
| 03. | Boston Blitz             | 10 | 2 | 5 | 3 | 4,5:5,5 | 19,0:21,0 |
| 04. | Baltimore Kingfishers    | 10 | 2 | 3 | 5 | 3,5:6,5 | 16,0:24,0 |

##### Entscheidungen
|  | qualifiziert für das Playoff: New England Nor'easters, Connecticut Dreadnoughts |

### Western Conference

#### Southern Division
Vor der letzten Runde waren alle Entscheidungen bereits gefallen.

##### Abschlusstabelle
| Pl. | Verein                 | Sp | G | U | V | MP      | Brett-P.  |
| --- | ---------------------- | -- | - | - | - | ------- | --------- |
| 01. | Miami Sharks           | 10 | 6 | 3 | 1 | 7,5:2,5 | 25,0:15,0 |
| 02. | Dallas Destiny (D)     | 10 | 7 | 0 | 3 | 7,0:3,0 | 22,5:17,5 |
| 03. | St. Louis Arch Bishops | 10 | 5 | 2 | 3 | 6,0:4,0 | 20,5:19,5 |
| 04. | Carolina Cobras        | 10 | 0 | 2 | 8 | 1,0:9,0 | 13,0:27,0 |

##### Entscheidungen
|     | qualifiziert für das Playoff: Miami Sharks, Dallas Destiny |
| (D) | Divisionssieger des Vorjahres                              |

#### Pacific Division
Vor der letzten Runde waren alle Entscheidungen bereits gefallen.

##### Abschlusstabelle
| Pl. | Verein                  | Sp | G | U | V | MP      | Brett-P.  |
| --- | ----------------------- | -- | - | - | - | ------- | --------- |
| 01. | San Francisco Mechanics | 10 | 6 | 1 | 3 | 6,5:3,5 | 24,5:15,5 |
| 02. | Los Angeles Vibe        | 10 | 4 | 1 | 5 | 4,5:5,5 | 19,5:20,5 |
| 03. | Arizona Scorpions       | 10 | 3 | 2 | 5 | 4,0:6,0 | 16,5:23,5 |
| 04. | Seattle Sluggers (M)    | 10 | 2 | 2 | 6 | 3,0:7,0 | 16,0:24,0 |

##### Entscheidungen
|     | qualifiziert für das Playoff: San Francisco Mechanics, Los Angeles Vibe |
| (M) | Meister des Vorjahres                                                   |

## Endrunde

### Übersicht
|  | Viertelfinale            | Viertelfinale |  |  | Halbfinale              | Halbfinale   |    |  | Finale | Finale |
|  |                          |               |  |  |                         |              |    |  |        |        |
|  |                          |               |  |  |                         |              |    |  |        |        |
|  | Manhattan Applesauce     | 1½            |  |  |                         |              |    |  |        |        |
|  | New York Knights         | 2½            |  |  | New York Knights        | 2½           |    |  |        |        |
|  |                          |               |  |  | New England Nor'easters | 1½           |    |  |        |        |
|  | New England Nor'easters  | 2             |  |  |                         |              |    |  |        |        |
|  | Connecticut Dreadnoughts | 2             |  |  | New York Knights        | ½            |    |  |        |        |
|  |                          |               |  |  |                         | Miami Sharks | 3½ |  |        |        |
|  | Miami Sharks             | 2             |  |  |                         |              |    |  |        |        |
|  | Dallas Destiny           | 2             |  |  | Miami Sharks            | 2½           |    |  |        |        |
|  |                          |               |  |  | San Francisco Mechanics | 1½           |    |  |        |        |
|  | San Francisco Mechanics  | 3             |  |  |                         |              |    |  |        |        |
|  | Los Angeles Vibe         | 1             |  |  |                         |              |    |  |        |        |

### Entscheidungen
|  | US-amerikanischer Mannschaftsmeister: Miami Sharks |

### Viertelfinale
Das Viertelfinale sah knappe Entscheidungen. Zwei Wettkämpfe endeten sogar 2:2, und nur durch die bessere Vorrundenplatzierung erreichten New England und Miami das Halbfinale.

### Halbfinale
Auch im Halbfinale setzten sich New York und Miami knapp durch.

### Finale
Mit einem deutlichen Sieg gewann Miami erstmals den Titel.

## Auszeichnungen

### Most Valuable Player
Der Titel des Most Valuable Player (MVP) wurde aufgrund der Vorrundenergebnisse vergeben. Für eine Gewinnpartie am ersten Brett erhielt ein Spieler vier Punkte, für eine Niederlage wurden ihm vier Punkte abgezogen. Am zweiten Brett wurden analog 3,5 Plus- beziehungsweise Minuspunkte vergeben, am dritten Brett drei und vierten Brett 2,5. Zusätzlich wurde für jede mit den schwarzen Steinen erreichte Gewinn- und Remispartie ein Punkt gutgeschrieben. Den Titel gewann Jeffery Xiong (Dallas) mit 29,5 Punkten, auf den Plätzen 2 und 3 folgten Swiad Isoria und Ryan Goldenberg (beide Manhattan) mit 28 beziehungsweise 25 Punkten.

### Rookie of the Year
Der Titel des Rookie of the Year wurde für den erfolgreichsten Debütanten in der USCL vergeben. Der Titel ging an Swiad Isoria (Manhattan), der 7 Punkte aus 8 Partien erreichte.

### Most Improved Player
Der Titel des Most Improved Player wurde an den Spieler vergeben, der seine Turnierleistung im Vergleich zu seinen vorherigen Teilnahmen an der USCL am meisten steigern konnte. Der Titel ging an Jeffery Xiong (Dallas).

### All Star Teams
Es wurden drei All Star Teams nominiert. Dem ersten Team gehörten Swiad Isoria (Manhattan), Jeffery Xiong (Dallas), Akshat Chandra (New York) und Ryan Goldenberg (Manhattan) an, dem zweiten Julio Becerra Rivero, Renier González, Eric Rodriguez (alle Miami) und Siddharth Banik (San Francisco) und dem dritten Vinay Bhat, Daniel Naroditsky (beide San Francisco), Vadim Martirosov (Boston) und Lawyer Times (New England).

### Game of the Year
Nach jeder Runde wurde eine Partie der Woche (Game of the Week) gewählt, aus den 13 Partien der Woche sowie sieben weiteren Partien (Wildcards) wurde die Partie des Jahres (Game of the Year) gewählt. Der Titel ging an die Gewinnpartie von Tamas Gelaschwili (New York) gegen Marc Esserman (Boston) aus der sechsten Runde, auf den Plätzen 2 und 3 folgten die Gewinnpartien von Joel Benjamin (New Jersey) gegen Dmitry Schneider (Manhattan) aus der fünften Runde und von Samuel Shankland (New England) gegen Tamas Gelaschwili (New York) aus dem Halbfinale.

## Die Meistermannschaft
| 1.            | Miami Sharks |
| Schachfiguren | Julio Becerra Rivero, Renier González, Marcel Martinez, Eric Rodriguez, Antonio Arencibia Monduy, Vlad Yanovsky, Gaston Andretta, Dennis Mederos. |